# TurboDemo
TurboDemo ist eine Software des Schweizer Softwarehauses balesio zur Erstellung von Software-Demos, Online-Präsentationen und animierten Bedienungsanleitungen auf Basis von einer Serie von aufgenommenen Screenshots.
Mit dem Programm lassen sich somit einzelne Arbeitsschritte am Bildschirm aufnehmen, die anschließend als Folien bearbeitet werden. Neben deskriptiven Bearbeitungselementen und Klang bietet das Programm auch die Möglichkeit, interaktive Elemente hinzuzufügen. Abschließend kann das Projekt in verschiedenen Formaten, darunter Flash, Java, selbstlaufende EXE-Datei, GIF, AVI, Windows-Media-Player-Format und Word oder PDF exportiert werden.

## Geschichte
Das Programm wurde erstmals im September 2001 auf der Messe „Entwickler-Konferenz“ in Frankfurt präsentiert und durch die Firma „Bernard D & G“ vertrieben. Seit Version 7.5 ist kein weiteres Update erschienen. 
| Version | Datum         | Anmerkungen und Funktionen                                                     |
| ------- | ------------- | ------------------------------------------------------------------------------ |
| 2       | Mai 2002      | erste stabile Version, erhältlich in Deutsch und Englisch                      |
| 4       | Februar 2003  | größere Funktionalität, erhältlich erstmals auch in Französisch                |
| 5       | Januar 2004   | erstmals mit interaktiven Bearbeitungselementen, Aufstockung der Exportformate |
| 6       | Januar 2005   | SCORM-Kompatibilität und Windows Media-Player-Export                           |
| 7       | Februar 2005  | Word-Export, Texteingabesimulation, Quiz, neue Oberfläche                      |
| 7.5     | November 2006 | Anpassung des Flash-Exports                                                    |

## Anwendung
Das Programm eignete sich, um animierte Präsentationen von Bildschirminhalten zu erstellen und wurde gerne eingesetzt, um andere Programme, Webseiten sowie Prozesse visuell zu erklären. Durch das Einfügen interaktiver Elemente konnten auch Tutorials und E-Learning-Kurse erstellt werden und war zu seiner Hochzeit eine Alternative zu Adobe Captivate. Da die letzte Version aus dem Jahr 2006 stammt, hat TurboDemo mittlerweile den Anschluss an andere Tools verloren.

## Besonderheiten
Im Oktober 2005 gewann TurboDemo den 1. Preis beim 6. Learning Management Congress in München und setzte sich in der Kategorie Software-Simulation unter anderem gegen Learn Cube von X-Pulse und Captivate von Macromedia durch.